# Березівка (Оратівська селищна громада)
Березі́вка — село в Україні, в Оратівській селищній громаді Вінницького району Вінницької області. Розташоване на обох берегах річки Безіменна (притока Осички) за 15 км на схід від смт Оратів. Населення становить 37 осіб (станом на 1 січня 2018 р.).

## Історія
12 червня 2020 року, відповідно розпорядження Кабінету Міністрів України № 707-р «Про визначення адміністративних центрів та затвердження територій територіальних громад Вінницької області», село увійшло до складу Оратівської селищної громади.
19 липня 2020 року, в результаті адміністративно-територіальної реформи та ліквідації Оратівського району, село увійшло до складу Вінницького району.

## Населення

### Мова
Розподіл населення за рідною мовою за даними перепису 2001 року:
| Мова       | Кількість | Відсоток |
| ---------- | --------- | -------- |
| українська | 77        | 100%     |

## Галерея

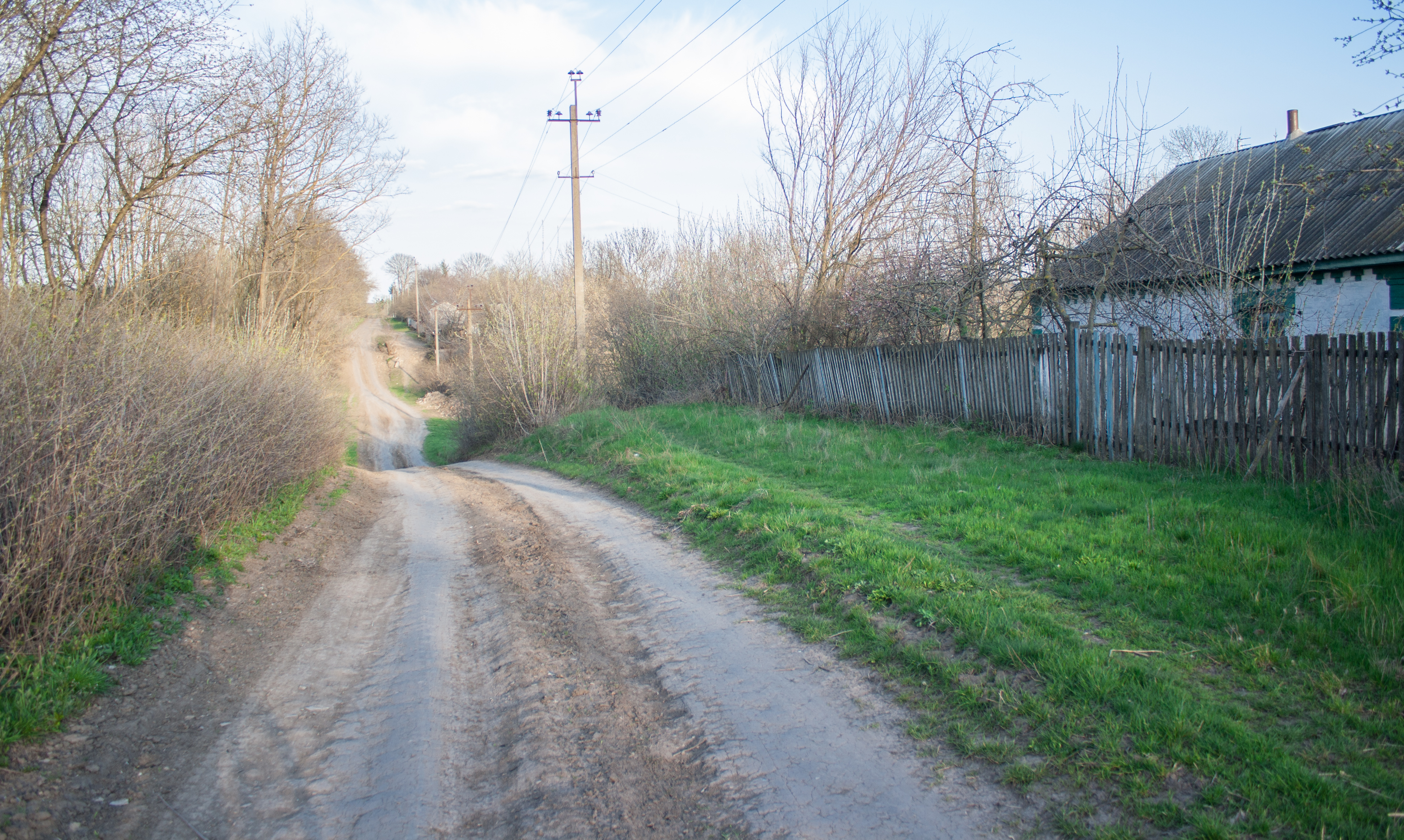
Вулиця Перемоги
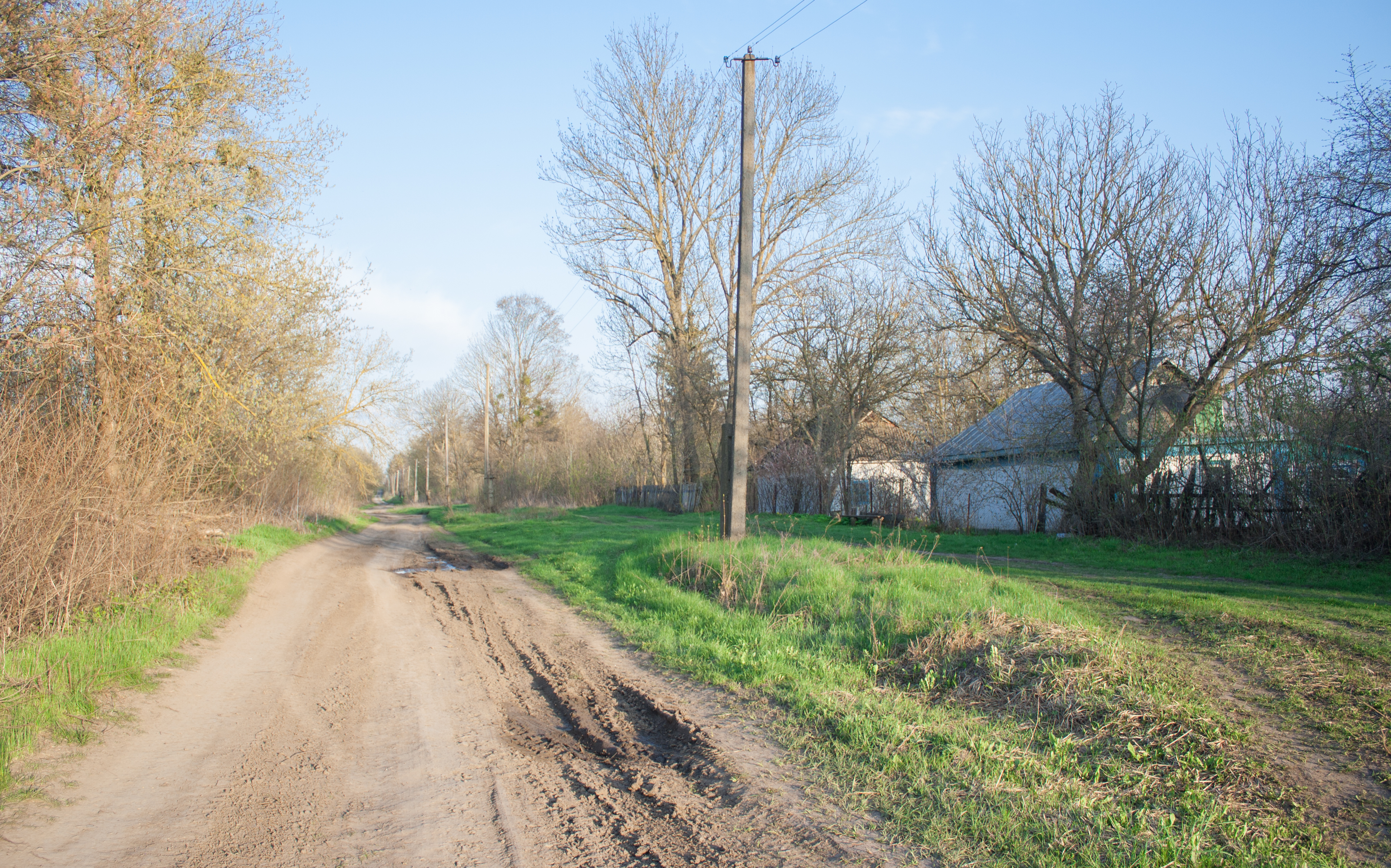
Вулиця Перемоги
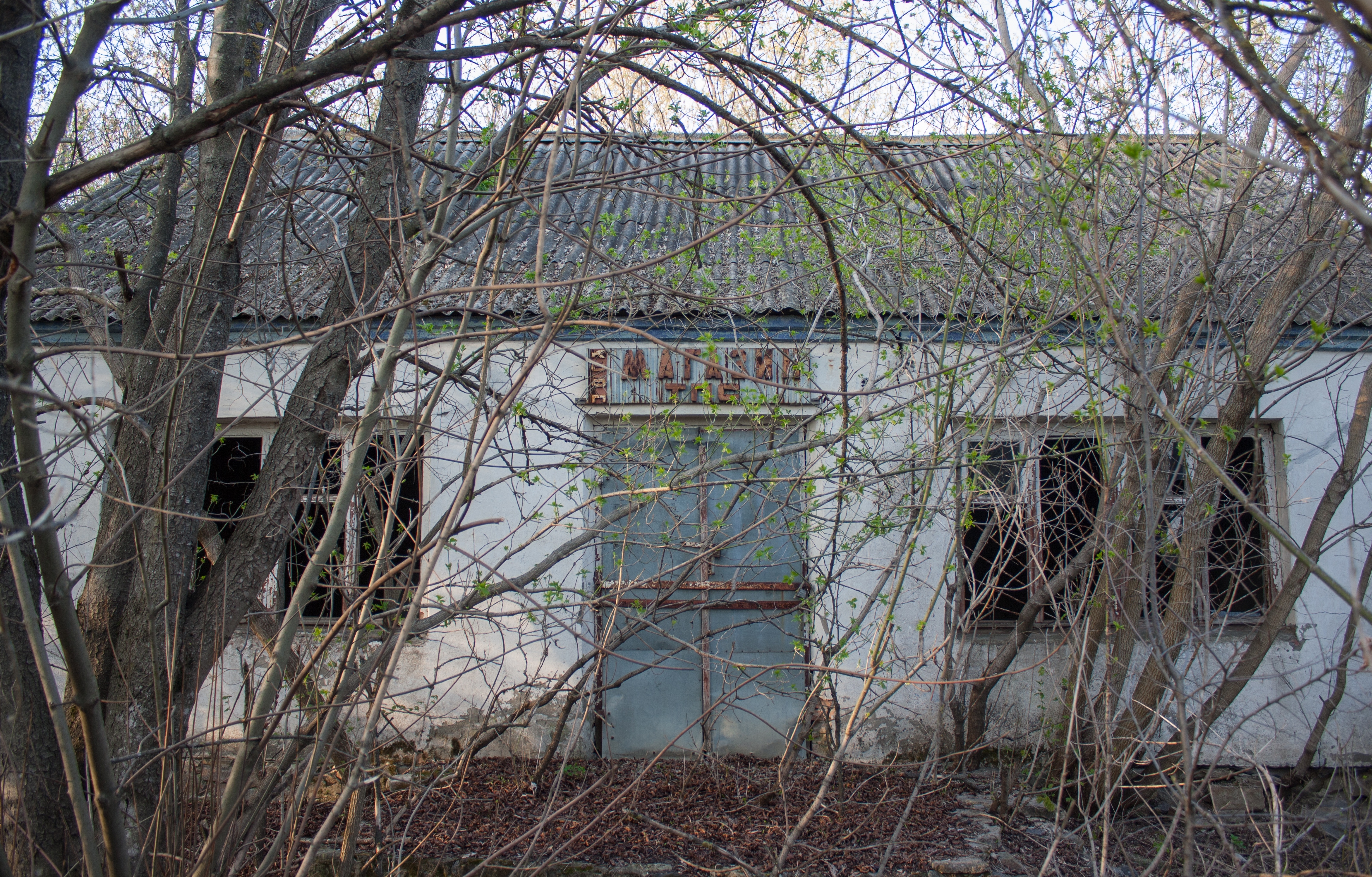
Колишній магазин
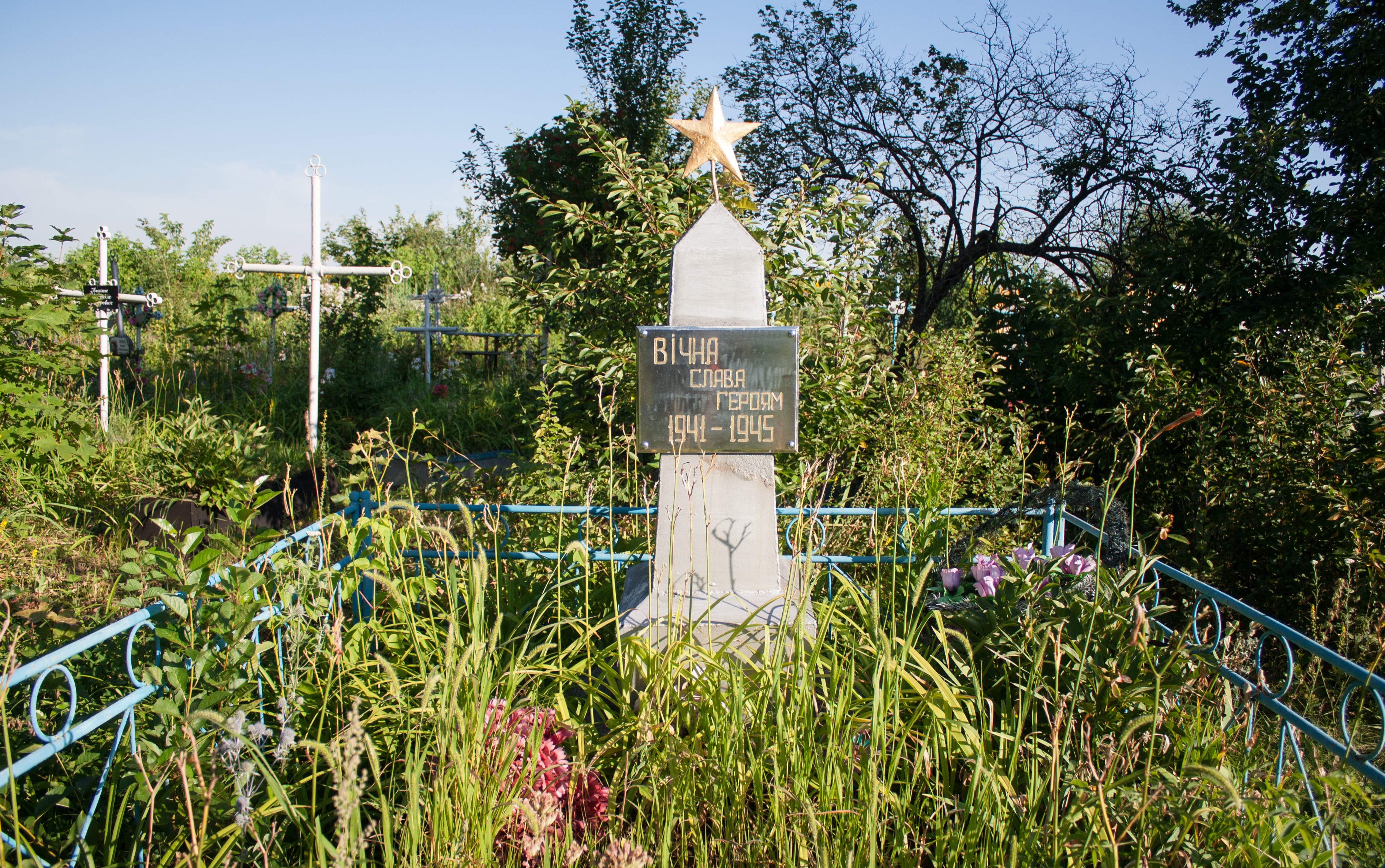
Братська могила радянських воїнів
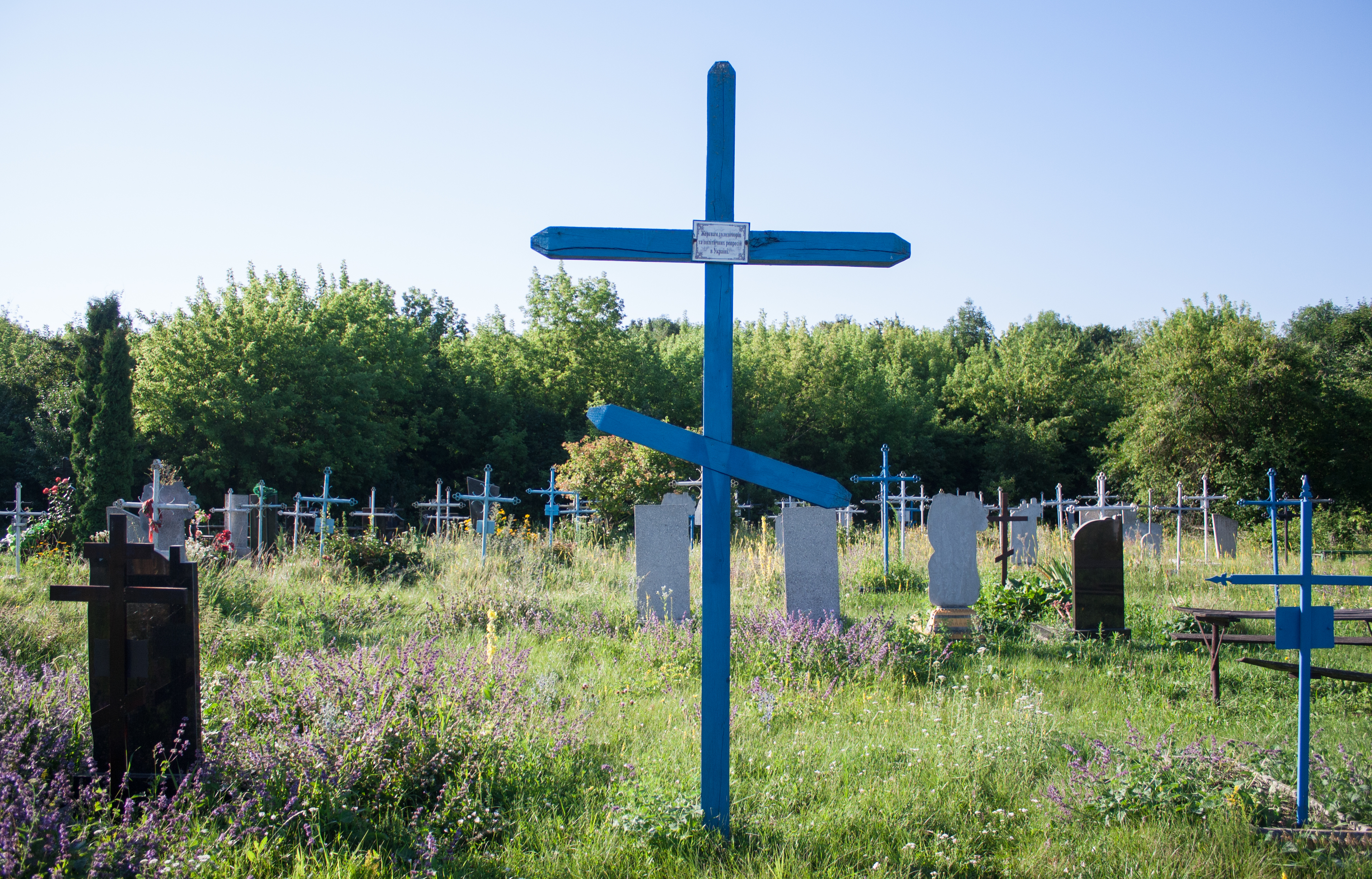
Пам’ятний знак жертвам Голодомору

## Відомі люди
- Яків Гончарук — український вчений-економіст. Доктор економічних наук, професор. Академік АН ВШ України з 2005 року. Ректор Львівського торгово-економічного інституту у 1993—2007 роках.